# Operacja Ha-Har
Operacja Ha-Har (hebr. מבצע ההר, Miwca ha-Har; pol. Operacja Góra) – izraelska operacja wojskowa przeprowadzona podczas I wojny izraelsko-arabskiej w dniach 19-22 października 1948 roku przeciwko arabskim milicjom. Była prowadzona równolegle z operacją Jo’aw i operacją Jekew. Celem operacji było poszerzenie korytarza komunikacyjnego łączącego wybrzeże z Jerozolimą, oraz wyparcie wojsk arabskich z tego obszaru. Operacja zakończyła się sukcesem Izraelczyków.

## Tło wydarzeń
W maju 1948 roku w Palestynie rozpoczęła się I wojna izraelsko-arabska, która była kontynuacją wojny domowej w Mandacie Palestyny (1947-1948). W przeciwieństwie do wojny domowej, była to typowa wojna o charakterze konwencjonalnym, w którym zaangażowało się szereg państw arabskich. Na froncie południowym, część pustyni Negew, pas wybrzeża i większą część Judei zajęły wojska egipskie. Na Negewie w całkowitej izolacji pozostała żydowska enklawa. Natomiast na froncie centralnym prowadzone były ciężkie walki z jordańskim Legionem Arabskim w rejonie Latrun, o otwarcie korytarza komunikacyjnego prowadzącego do Jerozolimy. Po niepowodzeniu wszystkich kolejno przeprowadzanych operacji, uruchomiono w czerwcu 1948 roku alternatywną Drogę Birmańską. Nadrzędnym celem działań prowadzonych na froncie centralnym było zapewnienie bezpieczeństwa Drogi Birmańskiej. W tym celu starano się zająć okoliczne wioski, które służyły arabskim milicjom do ataków na konwoje do Jerozolimy. Pomimo obowiązywania drugiego rozejmu (18 lipca – 15 października 1948 r.) dochodziło w tym rejonie do licznych ataków na żydowskie konwoje. Tylko we wrześniu w ten sposób zginęło 19 Izraelczyków, a 68 zostało rannych. Tymczasem na froncie południowym priorytetem stało się dostarczenie zaopatrzenia dla osiedli żydowskich odciętych na pustyni Negewie, których utrzymanie było strategicznym interesem Izraela. W dniu 2 sierpnia zebrał się izraelski rząd. Dawid Ben Gurion uznał wówczas, że siła militarna Izraela jest większa od możliwości prowadzenia skutecznych działań politycznych: 
„Obecnie nasze wojsko jest silniejsze niż nasza polityka, ponieważ nie wszystkie duże kraje uznają nas. Wobec tego wydaje mi się, że nie możemy polegać jedynie na walce politycznej, i musimy podjąć decydującą walkę zbrojną, wprowadzając zmiany na naszą korzyść ... Jest mało prawdopodobne, że ONZ podejmie decyzje zgodne z naszymi oczekiwaniami w odniesieniu do Galilei, drogi do Jerozolimy, Jerozolimy i Negewu ... jeśli nie podejmiemy działań w celu dokonania niezbędnych korekt terytorialnych, nigdy nie będziemy mieli tego, co chcemy osiągnąć na Negewie, na drodze do Jerozolimy i w Galilei.”

Od tego momentu izraelskie dowództwo rozpoczęło pracę nad nowymi planami operacji wojskowych, uznając front południowy za najważniejszy strategicznie obszar wojny. Pokonanie egipskiej armii wyeliminowałoby pierwsze państwo arabskie z wojny, a tym samym mogło przechylić szalę zwycięstwa na stronę żydowską. Opracowywane plany taktyczne były liczone na około siedem dni walki, ponieważ spodziewano się, że w tym okresie zostanie narzucony stronom kolejny rozejm. Tymczasem prowadzono reorganizację, uzupełnienia i szkolenia brygad, który stopniowo zajmowały nowe pozycje na linii frontu. Na posiedzeniu rządu 6 października, Dawid Ben Gurion powiedział: 
„Jeśli walki ograniczą się do południa, czyli jeśli Irakijczycy, Syryjczycy i Jordańczycy nie będą interweniowali, będziemy mogli przejąć kontrolę nad całym Negewem, Morzem Martwym, a następnie dojść na południe do Morza Czerwonego. Możemy również zająć Hebron i Betlejem.”
W tym samym dniu zatwierdzono plan operacji Dziesięć Plag, której nazwa nawiązywała do biblijnych dziesięciu plag, którymi Bóg ukarał Egipcjan, zmuszając ich do wypuszczenia z niewoli Izraelczyków. Nazwę zmieniono jednak na operację Jo’aw. Jej celem było dostarczenie zaopatrzenia drogą lądową do żydowskich osiedli na pustyni Negew. Równocześnie przecięto by egipską linię komunikacyjną łączącą wybrzeże ze zgrupowaniem wojsk w rejonie Irak Suwajdan, al-Faludża i Irak al-Manszija. Siły izraelskie miały następnie kontynuować natarcia w kierunku na Strefę Gazy i Beer Szewę, dążąc do przejęcia kontroli nad całą pustynią Negew. Operacja Jo’aw rozpoczęła się wieczorem 15 października 1948 roku. Izraelskie dowództwo planowało, że gdy zostanie osiągnięte rozstrzygnięcie na froncie południowym, wojska na froncie centralnym będą mogły przeprowadzić dwie operacje na południe od Drogi Birmańskiej. Przed operacją Ha-Har postawiono kilka celów. Najważniejszym było wsparcie wschodniej flanki operacji Jo’aw i zajęcie drogi prowadzącej do strategicznej wioski Bajt Dżibrin. Zajęcie wioski Bajt Dżala miało zabezpieczyć Jerozolimę od strony południowej. Otworzyłoby to także drogę do wyzwolenia bloku żydowskich osiedli Gusz Ecjon i wyparcia arabskich sił w rejon Hebronu. Siły te zostałby odcięte od zaopatrzenia z rejonu drogi Jerozolima – Jerycho, natomiast prowadzona równolegle operacja Jo’aw miała odciąć te siły od zaopatrzenia docierającego od południa poprzez Beer Szewę. Natomiast celem operacji Jekew miało być zajęcie arabskich wiosek położonych na południe od Drogi Birmańskiej, usuwając z nich siły arabskich ochotników. Zostałby w ten sposób poszerzony korytarz komunikacyjny do Jerozolimy. Dowódców sił operacyjnych uczulano przy tym, że mają bezwzględnie unikać jakichkolwiek incydentów zbrojnych z wojskami jordańskimi, aby nie sprowokować w ten sposób Jordańczyków do zaangażowania się w walki.

## Układ sił

### Siły arabskie
Obszar pomiędzy Betlejem a wioską Bajt Dżibrin zajmowało wschodnie skrzydło wojsk egipskich. Stacjonowało tutaj około 2 tys. arabskich ochotników, którymi dowodził Ibrahim Osman Shawkat. Dodatkowo w tym obszarze znajdowały się dwie jednostki jordańskiego Legionu Arabskiego, dysponujące kilkoma pojazdami opancerzonymi.

### Siły żydowskie
Zadanie przeprowadzenia operacji Ha-Har otrzymała Brygada „Harel”, dowodzona przez Josefa Tabenkina.

## Przebieg operacji
Operacja Ha-Har rozpoczęła się w nocy z 19 na 20 października 1948 roku od zgrupowania Brygady „Harel” w rejonie dzisiejszego miasta Bet Szemesz. 4 Batalion rozpoczął stąd natarcie zajmując wioski Al-Buradż i Dajr al-Hawa. 5 Batalion zajął wioskę Dajr Aban, natomiast 6 Batalion wioskę Sufla. W ciągu dnia bez walki zajęto klasztor Bajt Jimal.
W kolejną noc z 20 na 21 października kontynuowano natarcie. 4 Batalion zajął kolejne wioski Dajr al-Szeik, Bajt Umm al-Majs i Ras Abu Ammar. 6 Batalion wioski Jarasz i Bajt Itab. W ciągu dnia zajęto wioski al-Tannur, al-Umur i Bajt Nattif. Mieszkańcy wszystkich zajmowanych wiosek uciekali w panice przez nacierającymi wojskami izraelskimi, które za każdym razem równały wszystkie domy z ziemią. Również siły arabskich ochotników w popłochu wycofywały się, nie nawiązując walki z Izraelczykami. Było to wywołane napływającymi doniesieniami o porażkach wojsk egipskich na południowym froncie. Rankiem 21 października upadło miasto Beer Szewa, odcinając drogi zaopatrzenia dla zgrupowania wojsk stacjonujących w rejonie Hebronu i Betlejem. W rezultacie większość egipskich oficerów uciekła z tego rejonu, pozostawiając swoich żołnierzy samemu. Jordańczycy podjęli próbę ratowania sytuacji i wysłali kompanię żołnierzy dowodzonych przez brytyjskiego oficera w celu ponownego zorganizowania arabskich ochotników aby stworzyć nową linię obrony. Próba ta jednak zakończyła się niepowodzeniem, a jordańskie działania ograniczyły się do wystawienia blokady drogowej na południe od Betlejem.
W dniu 21 października jeden z batalionów dołączył do operacji Jekew, wspierając działania Brygady „Ecjoni”, podczas gdy reszta sił chciała kontynuować natarcie w kierunku Bajt Dżala. Dowódcy otrzymali jednak wyraźny rozkaz od premiera Dawida Ben Guriona, aby wstrzymać natarcie. Ben Gurion obawiał się starcia z Jordańczykami, co mogło sprowokować Legion Arabski do włączenia się do walk. Jigal Allon uznał tę decyzję za wielki błąd, w wyniku którego ze względów politycznych i strategicznych utracono Gusz Ecjon. Całą sytuację wykorzystały wojska egipskie, które wraz z arabskimi ochotnikami wycofały się z Betlejem do Hebronu. Ich pozycje zajął Legion Arabski.
W tej sytuacji siły Brygady „Harel” skierowały się na południe i w nocy z 22 na 23 października zajęły wioskę az-Zakarija, a następnie połączyły się z Brygadą Giwati z operacji Jo’aw.

## Reakcje i następstwa
Operacja Ha-Har zakończyła się sukcesem Izraelczyków. Linia zajęta przez Brygadę „Harel” w Szefeli i Judei stała się linią zawieszenia broni pomiędzy Izraelem a Jordanią na początku 1949 roku.